# Ganoderma rothwellii
Ganoderma rothwellii är en svampart som beskrevs av Steyaert 1980. Ganoderma rothwellii ingår i släktet Ganoderma och familjen Ganodermataceae.   Inga underarter finns listade i Catalogue of Life.